# Ted Jensen
Ted Jensen is een Amerikaanse mastering-geluidstechnicus. In 1976 begon hij met het masteren van albums bij Sterling Sound. Tot nu toe heeft hij meer dan 2400 albums gemasterd voor meer dan 1100 artiesten. In 2003 mocht hij een Grammy Award in ontvangst nemen voor zijn werk voor het album Come Away with Me van Norah Jones, wat verkozen werd als album van het jaar.

## Artiesten waarmee hij heeft samengewerkt
- Billy Joel
- Das Pop
- Deftones
- Eagles
- Florence and the Machine
- Goldfrapp
- Green Day
- John Mayer
- Muse
- My Chemical Romance
- Norah Jones
- Owl City
- Ricky Martin
- Ryan Shaw
- Santana
- Slipknot
- Switchfoot
- Talking Heads
- Madonna
- Marilyn Manson
- The Offspring
- The Police